# Франц Вилхелм фон Залм-Райфершайт
Франц Вилхелм фон Залм-Райфершайт (на немски: Franz Wilhelm Altgraf zu Salm-Reifferscheidt-Bedbur; * 14 август 1672, Бедбург; † 4 юни 1734, Виена) е алт-граф на Залм-Райфершайт в Бедбург в Северен Рейн-Вестфалия.

## Произход
Той е син на алтграф Ерих Адолф фон Залм-Райфершайт (1619 – 1678) в Бедбург, Дик, Алфтер и Хакенбройх, и втората му съпруга графиня Ернестина Барбара фон Льовенщайн-Вертхайм-Рошфор (1655 – 1698), дъщеря на граф Фердинанд Карл фон Льовенщайн-Вертхайм-Рошфор (1616 – 1672) и графиня и ландграфиня Анна Мария фон Фюрстенберг-Хайлигенберг (1634 – 1705). Внук е на граф и алтграф Ернст Фридрих фон Залм-Райфершайт (1583 – 1639) и съпругата му графиня Мария Урсула фон Лайнинген-Дагсбург-Фалкенбург (1584/1590 – 1649).
Майка му Ернестина Барбара се омъжва втори път през ноември 1678/1679 г. в Мюнхен за граф Янош Кароли де Кис-Серени (1625/1634 – 1691) и има с него осем деца.

## Фамилия
Първи брак: на 29 октомври 1692 г. във Виена за графиня Мария Анезка Агата Славата (* 1674; † 21 октомври 1718, Виена), дъщеря на граф Ян Жири Яхим Славата (1638 – 1689) и графиня Мария Маргарета Елизабет Траутзон цу Фалкенщайн (1643 – 1698). Те имат децата:
- Мария Ернестина фон Залм-Райфершайт (* 16 юли 1693; † 25 юни 1730), омъжена 1719 г. за граф Йохан Адам фон Фюнфкирхен (* 1696; † 14 март 1748)
- Йозеф Йохан Кристиан Сикстус Кайетан фон Залм-Райфершайт (* 1694; † 3 март 1696)
- Мария Кристина Вилхелмина фон Залм-Райфершайт (* 22 юни/5 октомври 1695, Виена; † 4 март 1745/4 март 1749), омъжена 1725 г. за граф Йохан Йозеф фон Бройнер (* 12 януари 1687; † 2 януари 1762)
- Карл Йозеф Антон фон Залм-Райфершайт-Бедбург и Алфтер (* 6 април 1697, Виена; † 13 юли 1755, Виена), алтграф на Залм-Райфершайт-Бедбург и Алфтер, женен на 13 януари 1720 г. във Виена за графиня Мария Франциска Естерхази де Галанта (* 29 ноември 1702; † 31 януари 1778, Виена)[4]
- Франц Ернст фон Залм-Райфершайт (* 6 юни 1698, † 1760/16 юни 1770), епископ на Дорник/Турнай
- Леополд Антон фон Залм-Райфершайт (* 21 юли 1699; † 16 януари 1769), алтграф на Залм-Райфершайт-Бедбург в Хайншпах, женен I. на 17 февруари 1735 г. за графиня Мария Анна фон Алтхан (* 3 януари 1700, Прага; † 21 юни 1737, Прага),[5] II. на 6 февруари 1739 г. за фрайин Мария Анна фон Ауершперг (* 25 юни 1719; † 11 април 1743), III. на 2 февруари 1744 г. за графиня Мария Каролина фон Дитрихщайн (* 17 март 1722; † 23 юли 1790), дъщеря на граф Якоб Антон фон Дитрихщайн (1678 – 1721) и графиня Мария Анна Франциска Магдалена София фон Щархемберг (1688 – 1757) [6]
- Мария Жозефина Кристина фон Залм-Райфершайт (* 17 април 1707; † 20 април 1707)

Втори брак: на 14 май 1719 г. във Виена за Мария Каролина Анна Елизабет Йозефина Урсула Фелицитас Маргарета фон Лихтенщайн (* 24 октомври 1694; † 16 юли 1735), дъщеря на княз Антон Флориан фон Лихтенщайн (1656 – 1721) и графиня Елеонора Барбара Катарина фон Тун и Хоенщайн (1661 – 1723). Те имат един син:
- Антон Йозеф Франц фон Залм-Райфершайт-Райц (* 6 февруари 1720, Виена; † 5 април 1769, Брюксел), алтграф, възпитател на кайзер Йозеф II и рицар на Ордена на Златното руно, женен на 1 септември 1743 г, във Виена за Мария Анна Рафаела Лудовика Терезия Магдалена Йозефина фон Рогендорф (* 25 май 1726; † 4 септември 1807)[9]